# FV-605
De FV-605 is een secundaire weg op het Spaanse eiland Fuerteventura, de weg is 26,8 km lang en verbindt de (bad)plaats Costa Calma vanaf de FV-2 met de FV-618 net voor de stad Pájara.